# 天地創造 (THE ALFEEのアルバム)
『天地創造』（てんちそうぞう）は2022年2月23日に発売のTHE ALFEE26枚目のオリジナル・アルバム。

## 概要
前作『Battle Starship Alfee』より約2年8ヶ月ぶりの発表となる新作。全12曲収録。
「天地創造」というタイトルには、高見沢による「コロナ禍の後、新しい生活様式の中で、新しい世界を作っていかなければならない。そのヒントは身近にあるかもしれない。」という意味が込められている。
2年ぶりの有観客公演となった2021年の日本武道館公演で本作のリリースがアナウンスされ、翌年開催のツアータイトルにもなった。

## 収録曲
全作詞・作曲：高見沢俊彦
1. 天地創造
  - 編曲：高見沢俊彦 with 本田優一郎　ストリングスアレンジ：萩森英明

タイトルナンバー。元々は三人のコーラスで始まる予定だったが、高見沢の発案で冒頭のアコースティックギターが追加された。
2. Funky Cat
  - 編曲：高見沢俊彦

ダンサブルナンバー。本曲のリフはほとんどカッティングで、ベースも終始チョッパーであり、 メンバーは後に「レコーディングするのが大変だった」と振り返っている。
3. 組曲: 時の方舟
  - 編曲：高見沢俊彦　ストリングスアレンジ：萩森英明

THE ALFEEとして久々の組曲。【Part1 大空の詩】【Part2 嵐の時代】【Part3 無の存在】【Part4 生々流転】【Part5 眠りの小夜曲】【Part6 孤独の力】【Part7 時の法則】【Part8 時の方舟は征く】という8つのパートに分かれている。
4. My Life Goes On
  - 編曲：高見沢俊彦 with 本田優一郎　ストリングスアレンジ：萩森英明

愛猫家と断捨離をテーマにした楽曲。 メンバーの間では曲中に『ミケ』という名前の猫が登場するため、 「ミケの曲」という愛称で呼ばれている。
5. 振動α (Album Version)
  - 編曲：高見沢俊彦 with 本田優一郎　ストリングスアレンジ：萩森英明

69枚目シングル『Joker -眠らない街-』C/W曲のアルバムバージョン。
ボーカルとギターソロを録り直している。
6. 別れの心象
  - 編曲：高見沢俊彦 with 鎌田雅人
7. 友よ人生を語る前に
  - 編曲：高見沢俊彦 with 鎌田雅人

68枚目シングル。
8. 愛という存在
  - 編曲：高見沢俊彦 with 萩森英明
9. 風の時代
  - 編曲：高見沢俊彦 with 本田優一郎

曲名は2023年のツアータイトルとなった。西洋占星術における四つの時代(火・水・風・土)の一つに由来している。余談だが、西洋占星術によると、2020年末から「風の時代」に移行したとされている。
10. Time Machine 〜恋のS・O・S
  - 編曲：高見沢俊彦 with 鎌田雅人
11. The 2nd Life -第二の選択- (Album Version)
  - 編曲：高見沢俊彦 with 鎌田雅人

70枚目シングルのアルバムバージョン。アウトロにギターソロが追加されている。
12. おくりもの
  - 編曲：高見沢俊彦 with 鎌田雅人

元は、2020年の高見沢ソロライヴで初披露された楽曲。　本作でCD化される前は、映像作品『Takamiy 2020 Metal Valentine’s Day』で視聴可能であった。
13. Orionからの招待状 （2021 Winter Baby, Come Back! Live Version）
2021年のクリスマスイブに開催された日本武道館公演にて収録されたライブ音源。通常盤のみに収録のボーナス・トラック。

### 初回限定盤特典

#### 初回限定盤A【ライブ映像DVD】（from『Come on! ALFEE!! Season2 春の夢のつづき』）
1. LIBERTY BELL
2. ひとりぼっちのPretender
3. 私的恋愛論
4. 希望の鐘が鳴る朝に
5. 晴れ後時々流星
6. あなたに贈る愛の詩

#### 初回限定盤B【ライブ映像DVD】（from『Come on! ALFEE!! Season2 春の夢のつづき』）
1. 英雄の詩
2. 悲しみが消える時 -you are the rock-
3. 君が通り過ぎたあとに –DON’T PASS ME BY–
4. もう一度君に逢いたい
5. 夕なぎ
6. Going My Way

#### 初回限定盤C【トークCD】（天地創造 Liner Notes Talk Session）
1. Opening
2. アルバム「天地創造」について
3. 楽曲解説Part1（天地創造, Funky Cat, 組曲: 時の方舟, My Life Goes On, 振動α (Album Version), 別れの心象）
4. Free Talk
5. 楽曲解説Part2（友よ人生を語る前に, 愛という存在, 風の時代, Time Machine 〜恋のS・O・S, The 2nd Life -第二の選択- (Album Version), おくりもの）
6. Ending

## 参加ミュージシャン
- 吉田太郎 - Drums
- ただすけ - Keyboards
- 武部聡志 - Piano & Organ（M-1、3、6、12）
- 鎌田雅人 - Programming（M-6、7、10、11、12）
- 本田優一郎 - Programming（M-1、4、5、9）
- 萩森英明 - Programming（M-8）